# Omoide
「omoide」（オモイデ）は、日本のヒップホップMC、MCUのメジャー5枚目のシングル。発売元はBMG JAPAN。

## 概要
- 2007年3月21日に発売の5枚目のシングル（featuringを除くと3枚目）。
- 初回盤には「nukumori」プロモーションビデオ（通常ver,）とWEB上にて限定オンエアされた「nukumori（MCUver.）」のビデオクリップを収録した特典DVD付。
- 2007年2月26日のTOKYO FM「ラジアンリミテッドDX」にて「omoide」が初オンエアされた。

## 収録曲
1. omoide（オモイデ）
テレビ東京系『元祖!でぶや』4〜6月度エンディングテーマ
2. wonderful（ワンダフル）
コーラスとしてRIICCAが参加。
3. nukumori bossa re-work（ヌクモリ ボッサ リワーク）

## 楽曲の収録アルバム
- A.K.A（2007年）